# Wilhelm von Simpson
Johann Wilhelm Simpson (ab 1840 von Simpson; auch William) (* 1788; † 1858) war ein deutscher Kaufmann und Rittergutsbesitzer.
Simpson war der Sohn von Johann Ludwig Simpson (* 1751), einem Kaufmann aus Memel, Mitglied eines alten schottischen Geschlechts, das in Coupar Angus in der Grafschaft Perthshire, Schottland, beheimatet war. Die Familie lebte aber seit dem 17. Jahrhundert in Memel.
Wilhelm von Simpson (zur Unterscheidung zu seinem Urenkel William von Simpson auch d. Ä.) war Kaufmann in Memel. 1828 erwarb er Gut Georgenburg. Simpson baute hier das größte ostpreußische Privatgestüt mit vorwiegend reinrassigen Trakehnern auf. Unter dem Namen „Wiesenburg“ wurde das Gestüt Handlungsort des Romans Die Barrings von William von Simpson (d. J.) aus den 1930er Jahren.
Simpson wurde 1840 als William von Simpson in den Adelsstand erhoben. Er war Mitglied im Provinziallandtag der Provinz Preußen und gehörte 1849 bis 1853 der Ersten Kammer des Preußischen Landtags an.
Erbe von Gut Georgenburg wurde sein Sohn George William von Simpson.